# Комиссар Наварро
«Наварро» (отечественному зрителю известен как «Комиссар Наварро») (фр. Navarro) — популярный франко-швейцарский криминальный телесериал с Роже Аненом в главной роли. В разных сериях картины снялись многие известные актёры французского кино — Роже Дюма, Клод Броссе, Мишель Кретон и др. В одной из серий 1991 года снялась популярная польская актриса Катажина Фигура. Сериал транслировался на телеканалах TF1, Jimmy, 13-e rue, D8, Cherie 25, RTL9 с 1989 по 2007 годы, а также был показан телевидением более чем ста стран мира, в том числе и России — телеканалами 1-й канал Останкино (в ранние годы) ОРТ (позднее), ТВ Центр, Звезда, Москва Доверие и др.

## Производство
Совместное производство TF1/Hamster production/Sofica Valor 3/Sofimage (Франция), La Television Suisse Romande (TSR) (Швейцария) при участии Национального центра кинематографии Франции.

## Сюжет
Бригада парижской уголовной (или судебной — в зависимости от озвучания) полиции под руководством опытного комиссара Антуана Наварро расследует убийства и другие преступления, совершённые в столице Франции и её окрестностях. В 15 ("Заложница по ошибке") и 25 ("Подпольное казино") сериях события разворачиваются в Романдии - Французской Швейцарии. Наварро рьяно чтит нормы закона, он уверенно чувствует себя в любой среде, в том числе и криминальной, но ему не чужды сострадание и человеколюбие. На протяжении всего сериала подробно показаны взросление и становление его любимой дочери Иоланды и дружба с владелицей бистро Жину. Ещё в сериале на высоком уровне показана работа судебно-медицинских экспертов.

## В главных ролях
(в алфавитном порядке)
- Катрин Аллегре — Хозяйка бистро «Эпоха» Жинетт Булош (Жину), близкая подруга Наварро (91 серия, 1989—2005)
- Роже Анен — Комиссар Антуан Наварро (все серии, 1989—2005)
- Эмманюэль Буадрон — Иоланда, дочь Наварро, в поздних сезонах — адвокат по уголовным делам, инспектор-стажер судебной (уголовной) полиции (98 серий, 1989—2005)
- Морис Водо — Дивизионный (окружной) комиссар (бригадный генерал) Морис Вальц (Вальса) (104 серии, 1989—2005)
- Грас Де Капитани — Инспектор Лора Маркос (2 серии, 1993)
- Антони Дюпрэй — Инспектор Люка Паоли (18 серий, 2003—2005)
- Сам Карманн — Инспектор Франсуа Баррада (35 серий, 1989—1993)
- Жан-Клод Карон — Различные персонажи (1989—1994) / Инспектор (в последних сериях — бармен в бистро Жину) Джузеппе Борелли (62 серии, 1994—2005)
- Виктор Лазло — капитан Элен Руссель (5 серий, 1998—2005)
- Бернар Ларманд — Судебно-медицинский эксперт Сальво Карло (68 серий, 1989—2005)
- Жак Марсьяль — Инспектор Жан-Филипп Бен-Мари (94 серии, 1989—2005)
- Жан-Мари Мистраль — Бригадир Арман Мартен (67 серий, 1989—2005)
- Филипп Николич — Лейтенант Ян Больдек (25 серий, 2002—2005)
- Мишель Пилорже — Криминалист Жорж Блок (41 серия, 1990—2005)
- Даниэль Риале — Инспектор Жозеф Бломё (88 серий, 1989—2005)
- Робер Рондо — Бригадир Дюманжу (19 серий, 1989—1995)
- Кристиан Рот — Инспектор Рене Оклен (90 серий, 1989—2005)
- Мари Фужен (Фюген) — Лейтенант Кароль Модиар (28 серий, 2001—2005

## В сериале принимали участие
(в алфавитном порядке по количеству серий)
- Франсуаза Армелль (12 серий, 1991, 1997—2000)
- Кристиан Ван Ко (11 серий, 1990—2006)
- Жан-Клод де Горос (8 серий, 1989—2006)
- Александрин Лёб (8 серий, 1993—2005)
- Жан-Поль Солаль (8 серий, 1995—2005)
- Максим Паз (6 серий, 1995—2005)
- Жан-Франсуа Шатийон (6 серий, 1992—2005)
- Беатрис Бенчик (5 серий, 1989—2003)
- Андре Валарди (5 серий, 1991—2005)
- Флоранс Вильсон (5 серий, 1995)
- Даниэль Ривьер (5 серий, 1998—2005 )
- Клод Броссе (4 серии, 1991—1998)
- Эрик Дефосс (4 серии, 1995—1999)
- Оливия Брюно (3 серии, 1989, 1990, 1993)
- Эрик Дениз (3 серии, 1991—1998)
- Мишель Кретон (3 серии, 1995—2006)
- Люк Лавандье (3 серии, 1993—1997)
- Эдуар Монтут (3 серии, 1991—1995)
- Арно Шеврие (3 серии, 1991—2003)
- Жилль Гастон-Дрейфус (2 серии, 1991, 1997)
- Таня Да Коста (2 серии, 1993, 1998)
- Роже Дюма (2 серии, 1989, 1992)
- Жан-Пьер Жермен (2 серии, 1997, 2000)
- Жак Пено (2 серии, 1989, 1997)
- Малка Рибовска (2 серии, 1994, 1998)
- Камель Бельгази (1 серия, 1999)
- Хамиду Бен Мессауд (1 серия, 1990)
- Катажина Фигура (1 серия, 1991)

и другие актёры

## Авторы сценария
- Тито Топен (43 серии, 1989—2006)
- Фредерик Топен (9 серий, 1992—1998)
- Эмманюэль Эррер (7 серий, 1990—2004)
- Ален Робийяр (4 серии, 1991—1993)
- Квентен Лёмер (4 серии, 2000—2006)
- Паскаль Рей (4 серии, 2003—2006)
- Ноёль Сиссини (4 серии, 2003—2006)
- Филипп Давен (4 серии, 2006)
- Ален Ле Анри (3 серии, 1990—1991)
- Эрик Пруньё (3 серии, 1994—2000)
- Патрик Песно (2 серии, 1989—1991)
- Филипп Кониль (2 серии, 1989—1990)
- Жоёль Уссен (2 серии, 1991)
- Ален Криёф (2 серии, 1993)
- Лоран Шушан (2 серии, 1994)
- Анита Реёс (2 серии, 1998—2001)
- Пьер-Ив Прювос (2 серии, 2006)

## Режиссёры
- Патрик Жамен (46 серий, 1989—2006)
- Николя Рибовски (15 серий, 1991—1999)
- Жерар Маркс (13 серий, 1990—2002)
- Жозе Пинейро (8 серий, 1997—2005)
- Жан Сажоль (6 серий, 2004—2006)
- Филипп Давен (4 серии, 2006)
- Дени Гранье-Дефер (2 серии, 1989—1990)
- Серж Леруа (2 серии, 1990—1991)
- Иван Бютлёр (2 швейцарские серии, 1990, 1992)
- Жозе Дайан (2 серии, 1991)
- Жак Эрто (2 серии, 1995)
- Жилль Беа (2 серии, 2000—2002)
- Эдуар Молинаро (2 серии, 2005)

## Озвучивание
На русский язык сериал озвучен телекомпанией ТВ Центр / киностудией «Кипарис» по заказу телекомпании ТВЦ при техническом содействии киностудии имени М. Горького.
Текст читают актёры:
Комиссар Наварро:
- Александр Белявский (Также начальные и конечные титры — 1-4 сезоны, 26 серий, 1989—1992)
- Виктор Петров (2 сезон, 6 серия; 5-12 сезоны, 37 серий, 1990, 1992—1998) / Также начальные и финальные титры (9-12 сезоны, 7 серий, 1997—1998)
- Рудольф Панков (12-19 сезоны, 44 серии, 1999—2007)

Остальные роли:
- Вячеслав Баранов (Все мужские роли — 1-4 сезоны, 26 серий, 1989—1992; 9-12 сезоны, 13 серий, 1997—1998)
- Владимир Герасимов (Все мужские роли / Начальные и конечные титры — 2 сезон, 6 серия; 5-8 сезоны, 24 серии, 1990, 1992—1996)
- Владимир Антоник (Все мужские роли / начальные и конечные титры — 11-19 сезоны, 48 серий, 1998—2005)
- Марина Бакина, Марина Дюжева, Анна Каменкова, Нина Тобилевич, Елена Борзунова (Все женские роли в разных сезонах)

## Саундтрек
Главную музыкальную тему сериала — песню «Navarro blues» исполняет популярный французский певец в стиле блюз-рока — Забу (Zabu; Люсьен Забуски (Lucien Zabuski). В результате финансового спора между Забу и создателями сериала, Забу покидает сериал и в последних сериях песню исполняет уже Эрбер Леонар (Herbert Leonard).

## Список серий
(Названия серий даны в соответствии с озвучкой телеканала «ТВЦ»; Годы приведены в соответствии с информацией на начальных титрах)

### 1-й сезон (1989)
01 (001) Полицейские штучки
02 (002) Первая ласточка весны не делает
03 (003) Дочь Андре

### 2-й сезон (1989—1990)
01 (004) Сын ветра 1989
02 (005) Стриптиз-шоу 1990
03 (006) Криминальный квартал 1990
04 (007) Грязные игры 1990
05 (008) Плата за риск 1990
06 (009) Кладбище слонов 1990

### 3-й сезон (1990—1991)
01 (010) Русская мешанина (1990)
02 (011) Меч самурая (1990)
03 (012) Кровавые банкноты (1990)
04 (013) Бал гринго (1991)
05 (014) Как братья (1991)
06 (015) Заложница по ошибке (1990)
07 (016) Мертвец без будущего (1991)
08 (017) Снегоочистители (1991)
09 (018) Друг и смерть (1991)
10 (019) Клиническая смерть (1991)
11 (020) Невеста в красном (1991)
12 (021) Угон по заказу (1991)
13 (022) На ринге (1991)

### 4-й сезон (1991—1992)
01 (023) Коллекционер (1991)
02 (024) Рабовладельцы (1991)
03 (025) Подпольное казино (1992)
04 (026) Смерть свидетеля (1992)

### 5-й сезон (1992—1993)
01 (027) Занавес Наварро (1992)
02 (028) Дети из ниоткуда (1992)
03 (029) Сосед сверху (1992)
04 (030) Заказ на убийство (1993)
05 (031) Виновен, я думаю? (1993)
06 (032) Честь Наварро (1993)

### 6-й сезон (1993)
01 (033) Шпана
02 (034) Кровавые преступления
03 (035) Обмен
04 (036) Лицо ангела
05 (037) Холода наступают
06 (038) Печальный карнавал

### 7-й сезон (1994—1995)
01 (039) Форт Наварро (1994)
02 (040) Выбор Наварро (1994)
03 (041) Удары ниже пояса (1994)
04 (042) Праведный гнев (1994)
05 (043) Кровавая память (1995)
06 (044) Смертельные чувства (1995)
07 (045) Смерть мерзавца (1995)
08 (046) Тень отца (1995)
09 (047) Мусорщики (1995)
10 (048) Инкассатор (1995)

### 8-й сезон (1995—1996)
01 (049) Предательство Жину (1995)
02 (050) Единственный сын (1995)
03 (051) Кладбище чувств (1996?)

### 9-й сезон (1997)
01 (052) Детоубийца
02 (053) Досадный инцидент
03 (054) Приговор
04 (055) Аромат опасности
05 (056) Жестокий муж

### 10-й сезон (1998)
01 (057) Не плачь, маленький мужчина
02 (058) Хороший полицейский
03 (059) Наварро сердится

### 11-й сезон (1998)
01 (060) Преступность не бастует
02 (061) Секреты
03 (062) Бедный малыш Тома
04 (063) Волчий закон

### 12-й сезон (1998—2000)
01 (064) Самоубийство полицейского (1998)
02 (065) Современное рабство (1999)
03 (066) Мятеж (1999)
04 (067) Ночной автобус (1999)
05 (068) Слепая месть (2000)

### 13-й сезон (2000—2001)
01 (069) Убийство на дому (2000)
02 (070) Женщина в огне (2000)
03 (071) До конца жизни (2000)
04 (072) Мадемуазель Наварро (2000)
05 (073) Алмаз «Омега» (2001)

### 14-й сезон (1999-2001)
01 (074) Насильственное повышение (2000)
02 (075) Убийство в своей
семье (1999)
03 (076) Крёстный отец (2001)
04 (077) Шкура полицейского (2001)
05 (078) Делокализация (2001)
06 (079) Клянусь жизнью  (2001)

### 15-й сезон (2001—2002)
01 (080) Не плачьте призраки (2001)
02 (081) Полицейский рэкет (2001)
03 (082) Падший ангел (2002)
04 (083) Торговец людьми (2002)
05 (084) Шальная пуля (2002)
06 (085) Полицейские и торговля детьми (2002)
07 (086) Беззащитные воры (2002)

### 16-й сезон (2001—2003)
01 (087) Зеро (2001)
02 (088) Гостья с того света (2002)
03 (089) Притяжение (2003)
04 (090) Таинственные палачи (2003)
05 (091) Ярмарка чувств (2003)
06 (092) Хитрый замысел (2003)

### 17-й сезон (2002-2004)
01 (093) Горячее дело (2002)
02 (094) Манипуляция (2004)
03 (095) Эскорт-блюз (2004)
04 (096) Загнанная в угол (2004)
05 (097) Смерть в воскресение (2004)

### 18-й сезон (2004—2005)
01 (098) Насильственная смерть (2004)
02 (099) День гнева (2004)
03 (100) Двойное убийство (2004)
04 (101) Сердце вулкана (2004)
05 (102) Глубокие раны (2005)
06 (103) Души оптом (2005)

### 19-й сезон (2003-2005)
01 (104) Да будет так! (2003)
02 (105) Подростковые нарушения (2005)
03 (106) Исчезновение (2005)
04 (107) Семьи пострадавших (2005)